# Qinggis Han (köpinghuvudort i Kina, Inner Mongolia Autonomous Region, lat 47,75, long 122,83)
Qinggis Han är en köpinghuvudort i Kina. Den ligger i den autonoma regionen Inre Mongoliet, i den norra delen av landet, omkring 1 200 kilometer nordost om regionhuvudstaden Hohhot. Antalet invånare är 46 899. Befolkningen består av 22 774 kvinnor och 24 125 män. Barn under 15 år utgör 15,0 %, vuxna 15-64 år 76 %, och äldre över 65 år 7,0 %.
Runt Qinggis Han är det ganska tätbefolkat, med 93 invånare per kvadratkilometer. Det finns inga andra samhällen i närheten. Trakten runt Qinggis Han består till största delen av jordbruksmark.
Genomsnittlig årsnederbörd är 905 millimeter. Den regnigaste månaden är juli, med i genomsnitt 323 mm nederbörd, och den torraste är januari, med 7 mm nederbörd.